# كاني سماقان (بشت أربابا)
کاني سماقان (بالفارسية: کانی سمآقان) هي قرية تقع في إيران في قسم بشت أربابا الريفي.